# Gan (Adduatollen)
Gan är en ö i Adduatollen i Maldiverna.  Den ligger i administrativa atollen Seenu atoll, i den södra delen av landet, 500 km söder om huvudstaden Malé. Arean är 3,3 kvadratkilometer. Ön har broförbindelse med grannön Feydhoo och domineras helt av flygplatsen Gan International Airport